# Kornettblomssläktet
Kornettblomssläktet (Streptocarpus) är ett växtsläkte i familjen gloxiniaväxter med cirka 135 arter från Afrika, Madagaskar och Asien. Några odlas som krukväxter i Sverige.

## Bildgalleri

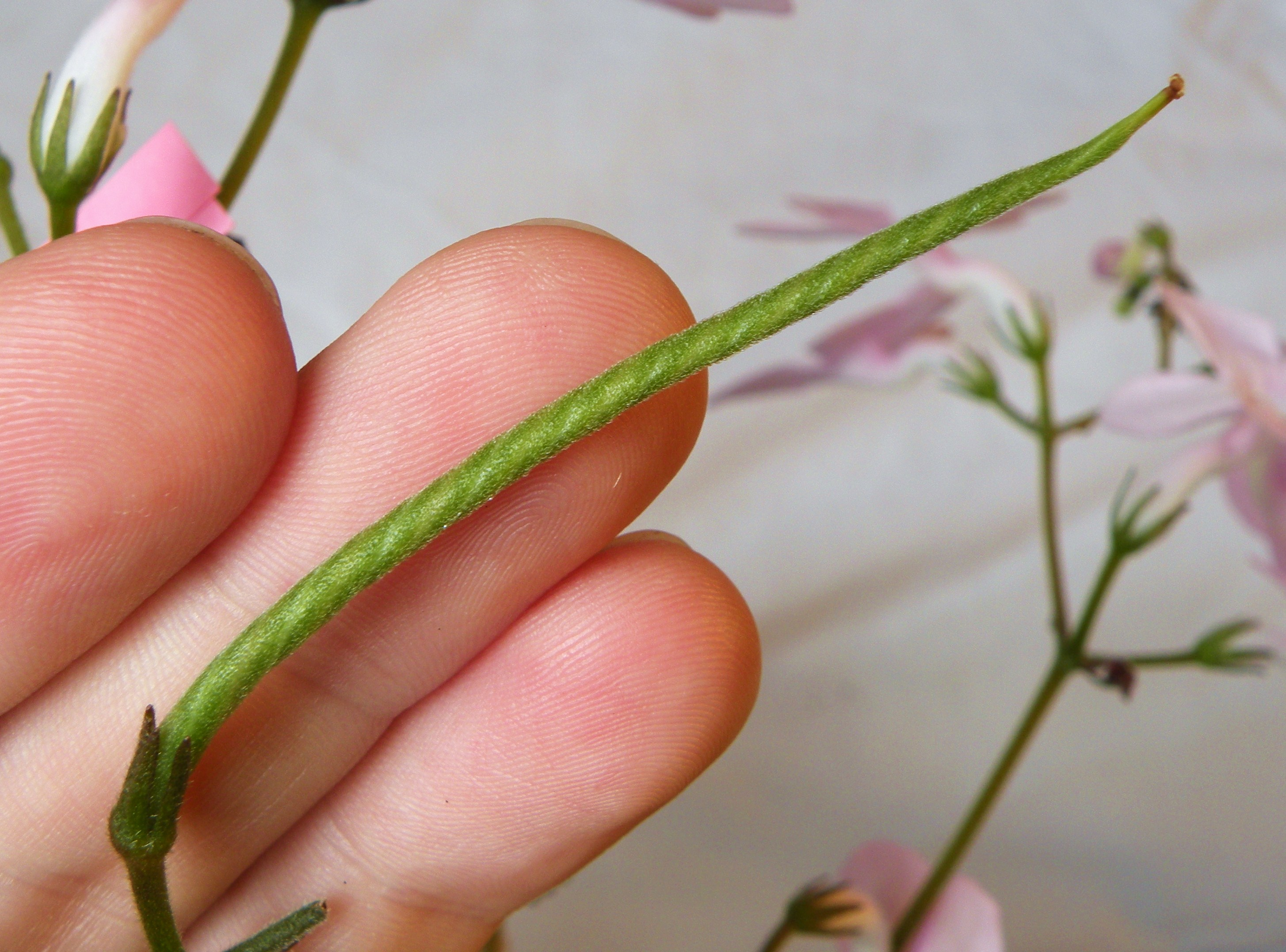
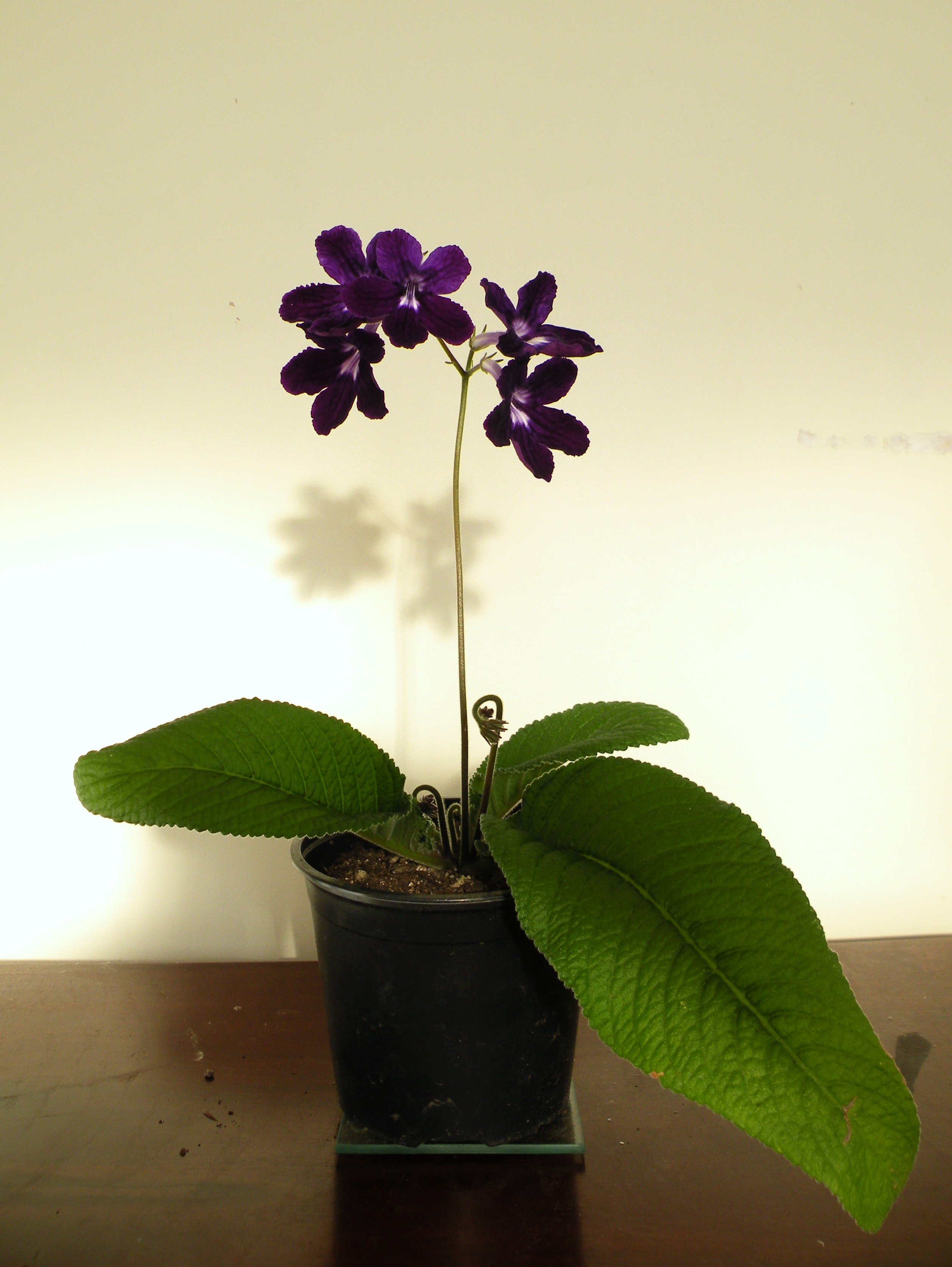
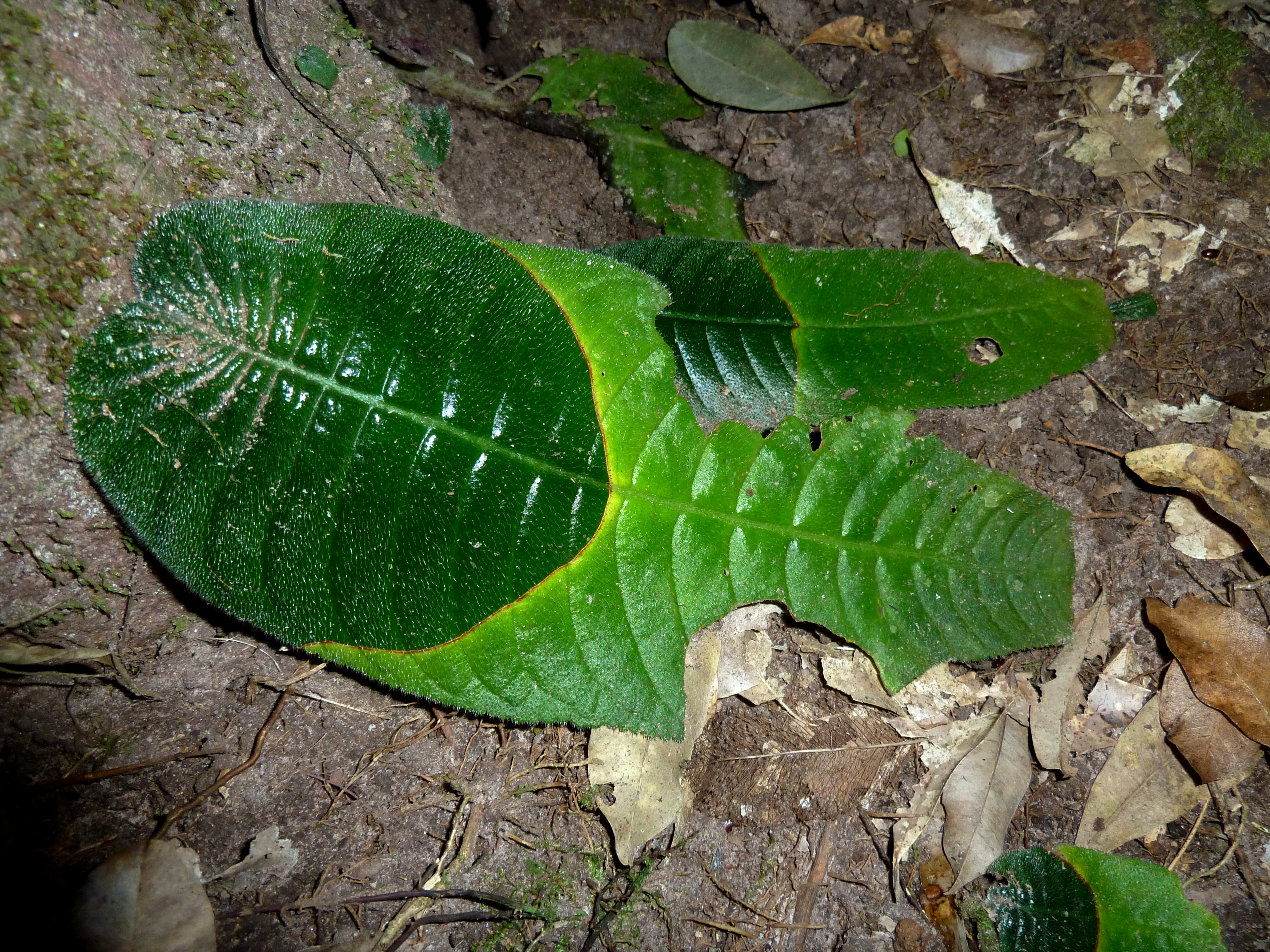
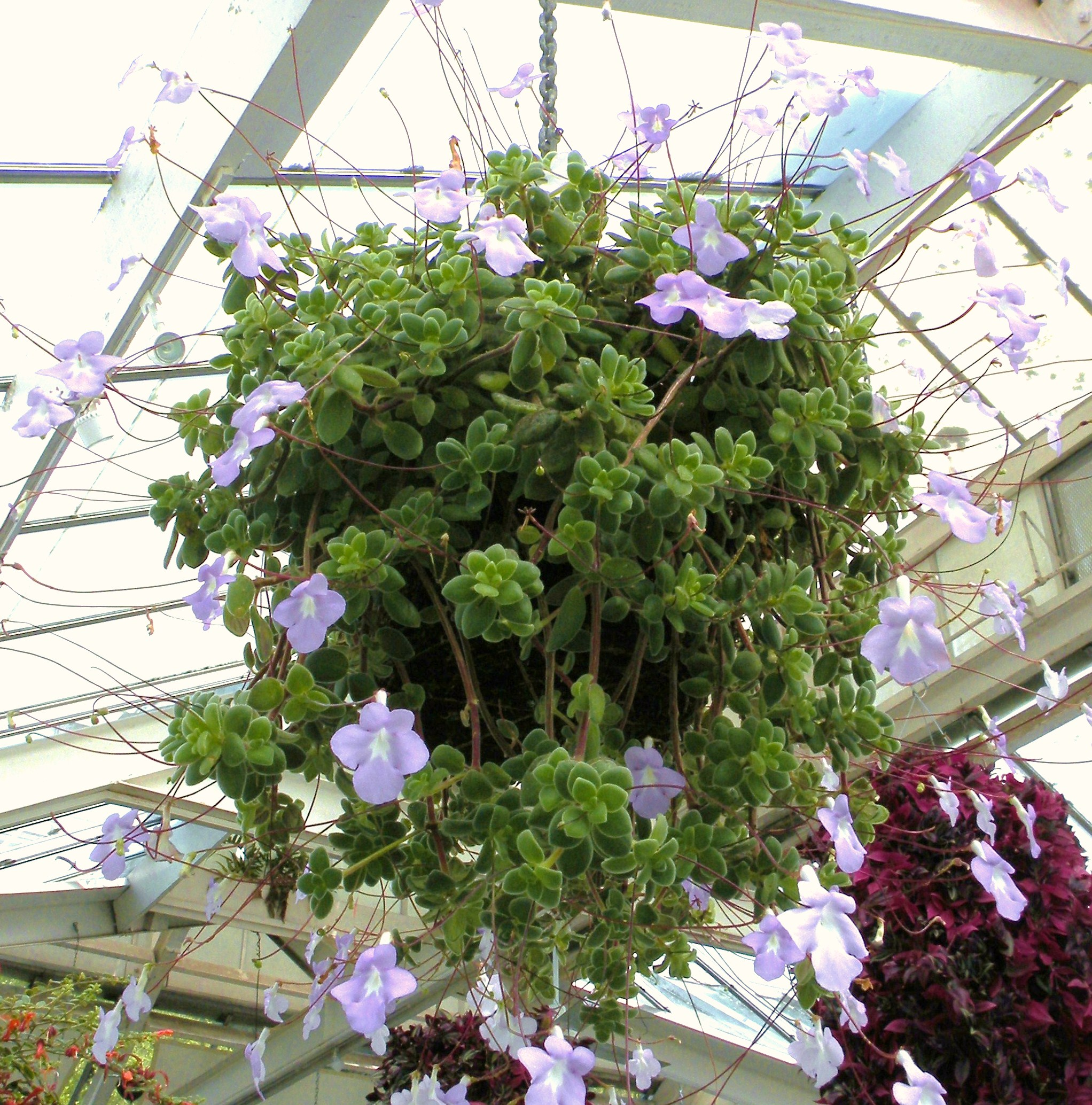
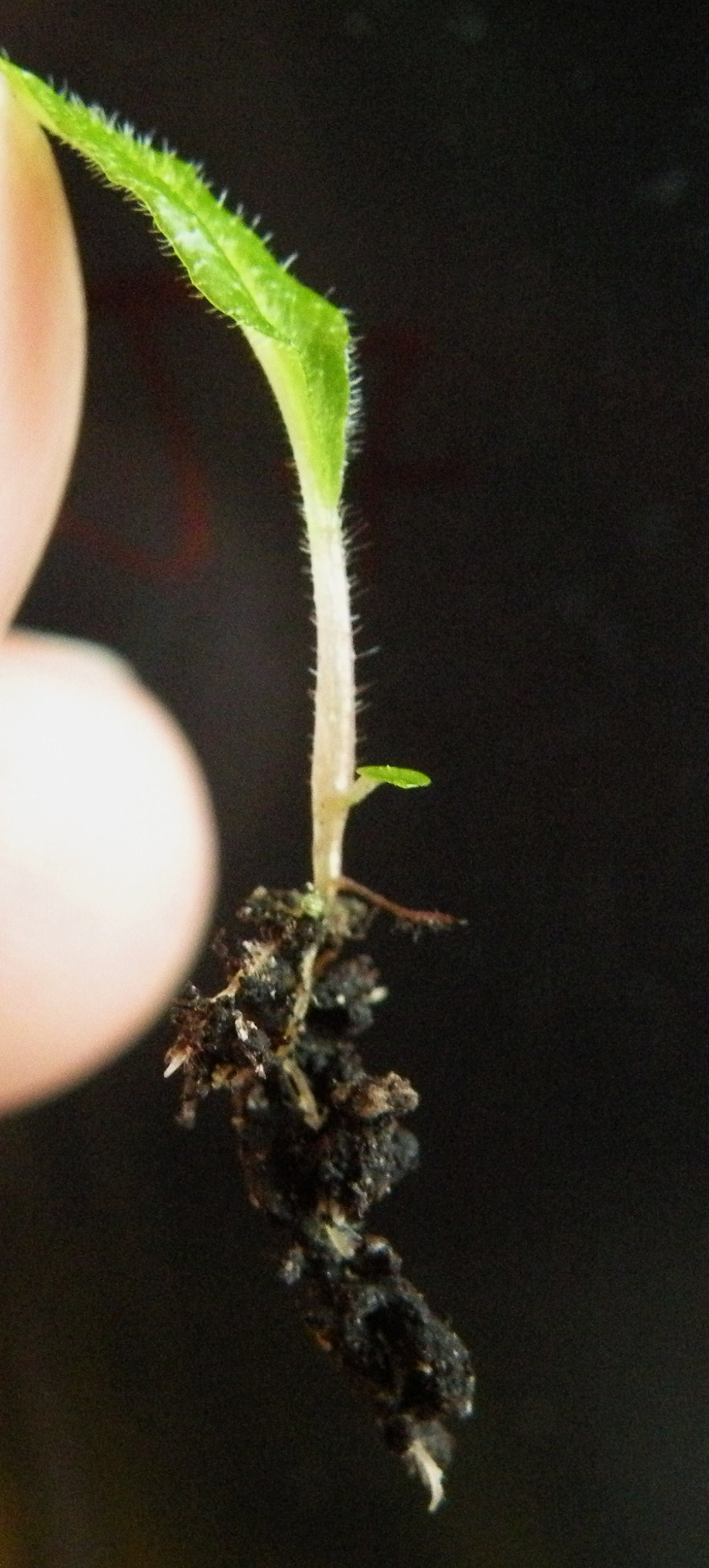
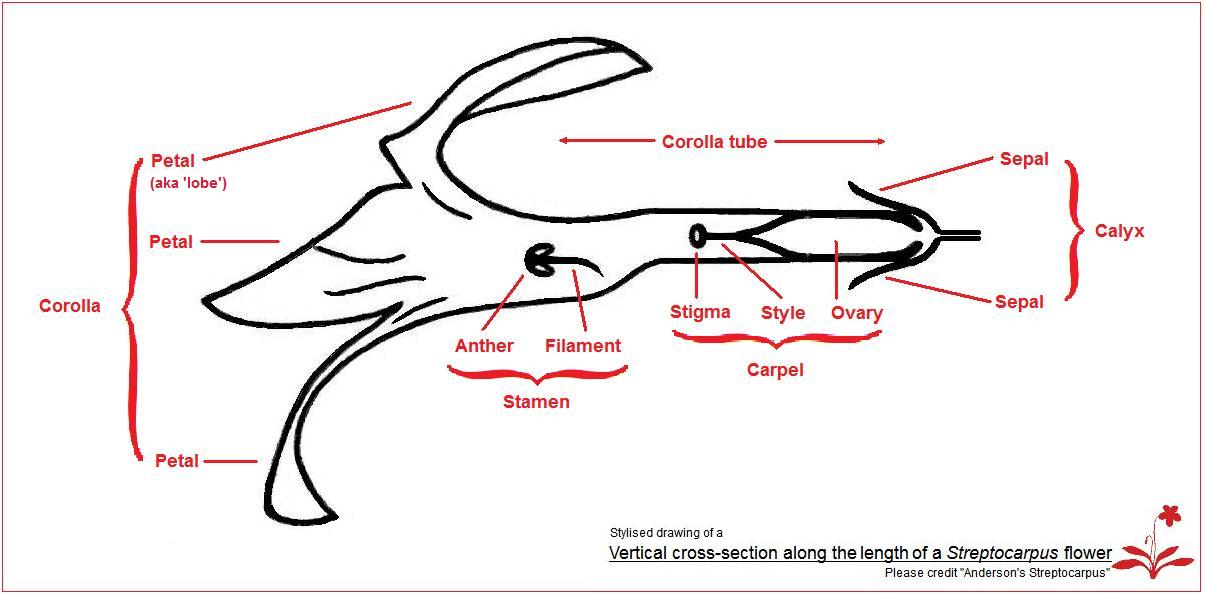

## Dottertaxa tillStreptocarpus, i alfabetisk ordning[1]
- Streptocarpus actinoflorus
- Streptocarpus albus
- Streptocarpus andohahelensis
- Streptocarpus arcuatus
- Streptocarpus aylae
- Streptocarpus bambuseti
- Streptocarpus baudertii
- Streptocarpus beampingaratrensis
- Streptocarpus bindseili
- Streptocarpus boinensis
- Streptocarpus bolusii
- Streptocarpus brachynema
- Streptocarpus breviflos
- Streptocarpus brevistamineus
- Streptocarpus buchananii
- Streptocarpus bullatus
- Streptocarpus burmanicus
- Streptocarpus burttianus
- Streptocarpus burundianus
- Streptocarpus caeruleus
- Streptocarpus campanulatus
- Streptocarpus candidus
- Streptocarpus capuronii
- Streptocarpus caulescens
- Streptocarpus compressus
- Streptocarpus confusus
- Streptocarpus cooksonii
- Streptocarpus cooperi
- Streptocarpus cordifolius
- Streptocarpus coursii
- Streptocarpus cyanandrus
- Streptocarpus cyaneus
- Streptocarpus daviesii
- Streptocarpus davyi
- Streptocarpus decipiens
- Streptocarpus denticulatus
- Streptocarpus dolichanthus
- Streptocarpus dunnii
- Streptocarpus elongatus
- Streptocarpus erubescens
- Streptocarpus euanthus
- Streptocarpus exsertus
- Streptocarpus eylesii
- Streptocarpus fanniniae
- Streptocarpus fasciatus
- Streptocarpus fenestra-dei
- Streptocarpus floribundus
- Streptocarpus formosus
- Streptocarpus galpinii
- Streptocarpus gardenii
- Streptocarpus glabrifolius
- Streptocarpus glandulosissimus
- Streptocarpus goetzei
- Streptocarpus gonjaensis
- Streptocarpus grandis
- Streptocarpus haygarthii
- Streptocarpus heckmannianus
- Streptocarpus hilburtianus
- Streptocarpus hildebrandtii
- Streptocarpus hilsenbergii
- Streptocarpus hirsutissimus
- Streptocarpus hirticapsa
- Streptocarpus hirtinervis
- Streptocarpus holstii
- Streptocarpus huamboensis
- Streptocarpus hybridus
- Streptocarpus ibityensis
- Streptocarpus inflatus
- Streptocarpus insularis
- Streptocarpus integrifolius
- Streptocarpus itremensis
- Streptocarpus johannis
- Streptocarpus katangensis
- Streptocarpus kentaniensis
- Streptocarpus kimbozanus
- Streptocarpus kirkii
- Streptocarpus kungwensis
- Streptocarpus kunhardtii
- Streptocarpus lanatus
- Streptocarpus latens
- Streptocarpus leandrii
- Streptocarpus leptopus
- Streptocarpus levis
- Streptocarpus lilliputana
- Streptocarpus linguatus
- Streptocarpus lokohensis
- Streptocarpus longiflorus
- Streptocarpus macropodus
- Streptocarpus makabengensis
- Streptocarpus mandrerensis
- Streptocarpus mangindranensis
- Streptocarpus masisiensis
- Streptocarpus mbeyensis
- Streptocarpus meyeri
- Streptocarpus michelmorei
- Streptocarpus micranthus
- Streptocarpus milanjianus
- Streptocarpus modestus
- Streptocarpus molweniensis
- Streptocarpus monophyllus
- Streptocarpus montanus
- Streptocarpus montigena
- Streptocarpus montis-bingae
- Streptocarpus muscicola
- Streptocarpus muscosus
- Streptocarpus myoporoides
- Streptocarpus nimbicola
- Streptocarpus nobilis
- Streptocarpus occultus
- Streptocarpus oliganthus
- Streptocarpus orientalis
- Streptocarpus pallidiflorus
- Streptocarpus papangae
- Streptocarpus parensis
- Streptocarpus parviflorus
- Streptocarpus pentherianus
- Streptocarpus perrieri
- Streptocarpus phaeotrichus
- Streptocarpus plantagineus
- Streptocarpus pogonites
- Streptocarpus pole-evansii
- Streptocarpus polyanthus
- Streptocarpus polyphyllus
- Streptocarpus porphyrostachys
- Streptocarpus primulifolius
- Streptocarpus prolixus
- Streptocarpus prostratus
- Streptocarpus pumilus
- Streptocarpus pusillus
- Streptocarpus revivescens
- Streptocarpus rexii
- Streptocarpus rhodesianus
- Streptocarpus rimicola
- Streptocarpus roseo-albus
- Streptocarpus sambiranensis
- Streptocarpus saundersii
- Streptocarpus saxorum
- Streptocarpus schliebenii
- Streptocarpus semijunctus
- Streptocarpus silvaticus
- Streptocarpus solenanthus
- Streptocarpus stellulifer
- Streptocarpus stenosepalus
- Streptocarpus stomandrus
- Streptocarpus suborbicularis
- Streptocarpus subscandens
- Streptocarpus suffruticosus
- Streptocarpus sumatranus
- Streptocarpus tanala
- Streptocarpus thompsonii
- Streptocarpus thysanotus
- Streptocarpus trabeculatus
- Streptocarpus tsaratananensis
- Streptocarpus tsimihetorum
- Streptocarpus umtaliensis
- Streptocarpus vandeleurii
- Streptocarpus variabilis
- Streptocarpus velutinus
- Streptocarpus wendlandii
- Streptocarpus venosus
- Streptocarpus wilmsii
- Streptocarpus wittei
- Streptocarpus zimmermanii